# Crime Mob
Crime Mob es un grupo de rap, establecido en 2004, procedente del Georgia. La formación final lo componían M.I.G., Cyco Black, Princess, Lil' Jay, Diamond y Killa C.

## Historia
El grupo fue descubierto Tommy Phillips IV, la formación era conocida en un principio por actuar en pequeños locales. Tras lanzar al mercado una serie de mixtapes; el verano del 2004 vio la luz el álbum de debut de la banda Crime Mob. El álbum vendió más de 270 mil copias y tres singles fueron lanzados como promoción del álbum. El más exitoso de ellos fue "Knuck If You Buck".
En marzo del 2007 lanzaron su segundo álbum llamado Hated on Mostly, el cual llegó a la posición 31 en los Estados Unidos. El sencillo más destacado del álbum fue "Rock Yo Hips" con Lil' Scrappy.

## Discografía

### Álbumes
| Título          | Detalles | Posición en las listas | Posición en las listas | Posición en las listas |
| Título          | Detalles | US                     | US R&B                 | US Rap                 |
| --------------- | --- | ---------------------- | ---------------------- | ---------------------- |
| Crime Mob       | - Lanzado: 10 de agosto del 2004 - Productora: Crunk Incorporated, Atlantic Records, Reprise, Warner Bros. - Formato: CD, descarga digital | 90                     | 11                     | —                      |
| Hated on Mostly | - Lanzado: 20 de marzo del 2007 - Label: Crunk Incorporated, Atlantic Records - Formato: CD, descarga digital                              | 31                     | 10                     | 4                      |

### Sencillos
| Título                                       | Año  | Posiciones | Posiciones | Posiciones | Álbum           |
| Título                                       | Año  | US         | US R&B     | US Rap     | Álbum           |
| -------------------------------------------- | ---- | ---------- | ---------- | ---------- | --------------- |
| "Knuck If You Buck" (featuring Lil' Scrappy) | 2004 | 75         | 28         | 23         | Crime Mob       |
| "Stilettos (Pumps)"                          | 2005 | —          | —          | —          | Crime Mob       |
| "I'll Beat Yo Azz"                           | 2005 | —          | —          | —          | Crime Mob       |
| "Rock Yo Hips" (featuring Lil' Scrappy)      | 2006 | 30         | 8          | 5          | Hated on Mostly |
| "Circles"                                    | 2007 | —          | —          | —          | Hated on Mostly |
| "—" denota.                                  |      |            |            |            |                 |